# Capparis didymobotrys
Capparis didymobotrys là một loài thực vật có hoa trong họ Capparaceae. Loài này được Ruiz & Pav. ex DC. mô tả khoa học đầu tiên năm 1824.